# بات هنن
بات هنن (بالإنجليزية: Pat Hennen)‏ هو متسابق دراجات نارية أمريكي سابق. نافس في سباقات بطولة العالم لفئة 500 سي سي. كما شارك في كأس جزيرة مان السياحية.